# Ambasada Meksyku w Polsce

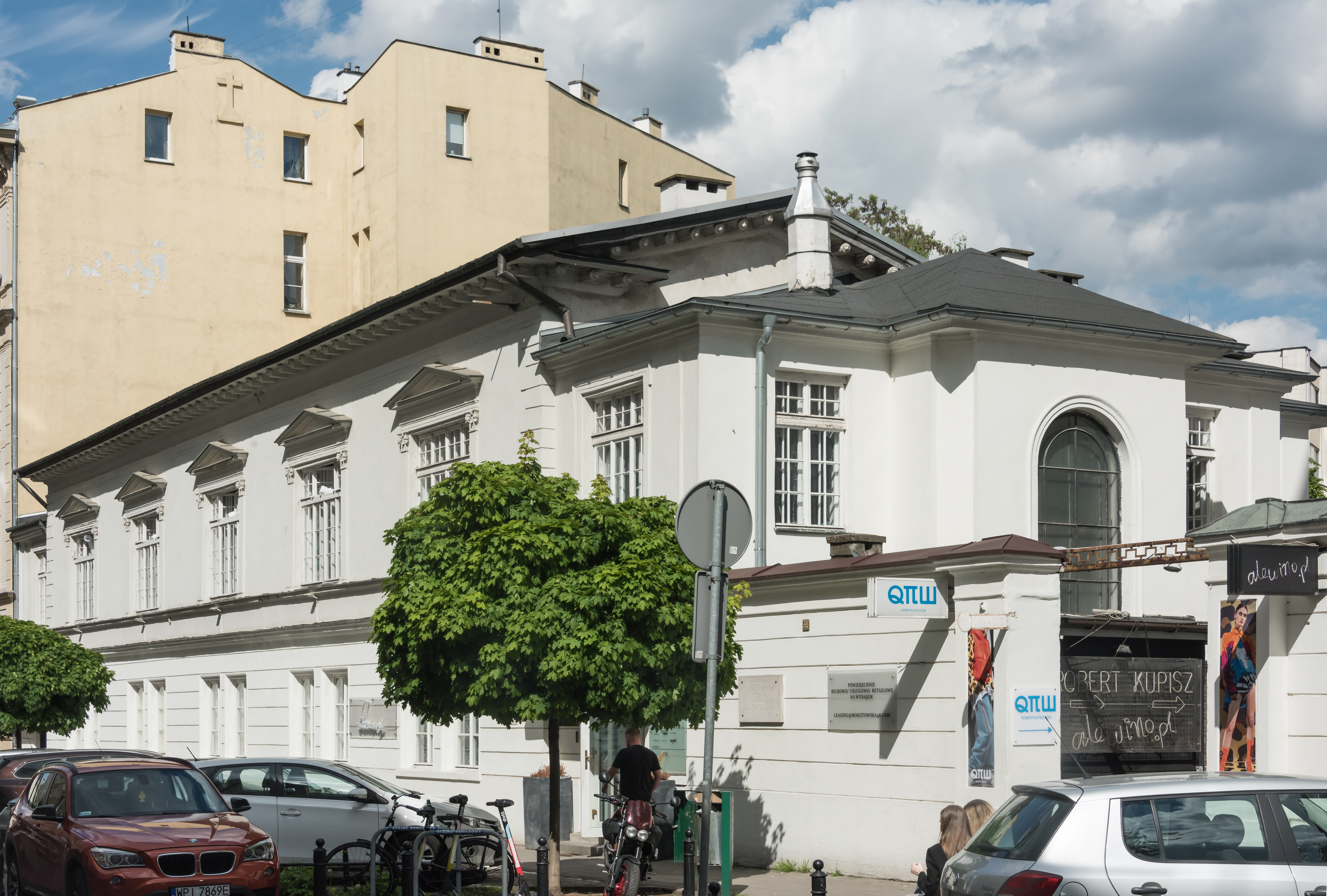
Dom Kraszewskiego, dawna siedziba Poselstwa Meksyku (1936)

Ambasada Meksyku w Polsce, Ambasada Meksykańskich Stanów Zjednoczonych (hiszp. Embajada de México en Polonia) – meksykańska placówka dyplomatyczna mieszcząca się w Warszawie na XX piętrze wieżowca Atlas Tower w Alejach Jerozolimskich 123a.

## Podział organizacyjny[2]
- Sekcja Turystyczna (hiszp. Sección Turística)
- Sekcja Kultury (hiszp. Sección Cultural)
- Sekcja Edukacyjna (hiszp. Sección Educativa)
- Sekcja Konsularna (hiszp. Sección Consular)

## Siedziba

### Okres międzywojenny
Stosunki dyplomatyczne pomiędzy Polską i Meksykiem nawiązano w 1928. W latach 1929-1930 w Warszawie działał konsulat Meksyku, który w 1930 mieścił się przy ul. Szpitalnej 5. W 1929 Polska znalazła się w jurysdykcji poselstwa Meksyku w Pradze, zaś w 1930 rząd Meksyku otworzył poselstwo w Warszawie, np. w 1932 zlokalizowane w Hotelu Bristol przy ul. Krakowskie Przedmieście 42-44, w 1933 w al. Ujazdowskich 18, w 1934 przy ul. Królewskiej 23/7, w okresie 1935-1936 w Domu Kraszewskiego z 1860 przy ul. Mokotowskiej 48, w 1937 przy ul. Marszałkowskiej 84, w 1938-1939 przy ul. Natolińskiej 6.

### Okres powojenny
Stosunki dyplomatyczne między PRL a Meksykiem nawiązano w 1945 roku. Od początku w Warszawie akredytowane było poselstwo Meksyku, które w latach 1945-1948 mieściło się w hotelu Polonia w Alejach Jerozolimskich 5, ob. 45, w okresie 1948-1950 ponownie w hotelu Bristol przy ul. Krakowskie Przedmieście 42-44, przy ul. Filtrowej 43 (1951-1958), przy ul. Słonecznej 25 (1959-1962). W 1960 nadano mu rangę ambasady. M.in. w latach 1963-1974 placówka mieściła się przy ul. Marszałkowskiej 77-79, w latach 1975-2009 przy ul. Starościńskiej 1 b, następnie w al. Jerozolimskich 123a (2009-).
Minister rezydował przy ul. Szustra 45 (1950), ambasador  przy ul. Słonecznej 25 (1964-1966), obecnie na Kępie Zawadowskiej przy ul. Bruzdowej 29 (2013).